# La Palma (Kalifornia)
La Palma város az USA Kalifornia államában, Orange megyében. Lakosainak száma 15 581 fő (2020. április 1.).

## Népesség
A település népességének változása:
| Lakosok száma | 622  | 15 568 | 15 581 |
|               | 1960 | 2010   | 2020   |